# A magyar labdarúgó-válogatott mérkőzései 1919-ben
A magyar labdarúgó-válogatottnak 1919-ben három mérkőzése volt, mindegyik Ausztria ellen. A két budapestit megnyerte a csapat, a bécsit elvesztette. Az 1919. április 6-i mérkőzés az egyetlen válogatott mérkőzés, amelyet a tanácsköztársaság idején rendeztek.
Szövetségi kapitányok:
- Fehéry Ákos
- Minder Frigyes

## Eredmények
| 71. mérkőzés 1919. április 6. | Magyarország       | 2 – 1             | Ausztria    | FTC-pálya, Budapest Nézőszám: 40 000 Játékvezető: Szüsz Hugó (HUN) |
| 71. mérkőzés 1919. április 6. | Orth 45' Braun 80' | (1 – 1) Részletek | Wondrak 21' | FTC-pálya, Budapest Nézőszám: 40 000 Játékvezető: Szüsz Hugó (HUN) |

| 72. mérkőzés 1919. október 5. | Ausztria             | 2 – 0             | Magyarország | WAC-Platz, Bécs Nézőszám: 22 000 Játékvezető: Heinrich Retschury (AUT) |
| 72. mérkőzés 1919. október 5. | Bauer 41' Uridil 44' | (2 – 0) Részletek |              | WAC-Platz, Bécs Nézőszám: 22 000 Játékvezető: Heinrich Retschury (AUT) |

| 73. mérkőzés 1919. november 9. | Magyarország           | 3 – 2             | Ausztria            | MTK-pálya, Budapest Nézőszám: 27 000 Játékvezető: Szüsz Hugó (HUN) |
| 73. mérkőzés 1919. november 9. | Pataki 7' 29' Orth 27' | (3 – 0) Részletek | Hansl 58' Treml 79' | MTK-pálya, Budapest Nézőszám: 27 000 Játékvezető: Szüsz Hugó (HUN) |

## Lásd még
- A magyar labdarúgó-válogatott mérkőzései (1902–1929)
- A magyar labdarúgó-válogatott mérkőzései országonként